# Ланго језик
Ланго језик је језик из породице нило-сахарских језика, грана нилотских језика. Њиме се служи око 38.000 становника Јужног Судана у вилајету Источна Екваторија у региону око града Кидепоа и Икотоса. Састоји се од неколико дијалеката.